# Cantonul Champagney
Cantonul Champagney este un canton din arondismentul Lure, departamentul Haute-Saône, regiunea Franche-Comté, Franța.

## Comune
| Comune               | Populație (1999) | Cod poștal | Cod INSEE |
| -------------------- | ---------------- | ---------- | --------- |
| Champagney           | 3 770            | 70290      | 70120     |
| Clairegoutte         | 408              | 70200      | 70157     |
| Échavanne            | 198              | 70400      | 70205     |
| Errevet              | 231              | 70400      | 70215     |
| Frahier-et-Chatebier | 1 230            | 70400      | 70248     |
| Frédéric-Fontaine    | 264              | 70200      | 70254     |
| Plancher-Bas         | 1 923            | 70290      | 70413     |
| Plancher-les-Mines   | 1 092            | 70290      | 70414     |
| Ronchamp             | 2 919            | 70250      | 70451     |